# Don Sherwood
Don Sherwood, né le 12 septembre 1930 à Oneonta dans l'état de New York et mort le 6 mars 2010 à Huntersville, est un auteur de comics américain.

## Biographie
Don Sherwood naît le 12 septembre 1930 à Oneonta dans l'état de New York. Il suit les cours par correspondance de Chester Gould et à l'académie des Beaux-Arts de Chicago. Durant la guerre de Corée, il s'engage dans la réserve de la marine et combat dans la première division de la Marine jusqu'en 1953. Libéré de ses obligations militaires il emménage à New York et est engagé par le New York Mirror. Dans les années 1950, il dessine les strips Captain Flame, Cotton Woods (1957-1958) et Will Chance (1958-1962). Il assiste aussi George Wunder sur Terry et les pirates. En 1962, il crée le strip Dan Flagg qui raconte les aventures d'un marine durant la guerre du Viet-Nam. Diffusé dans plus de 400 journaux à ses débuts, le strip perd peu à peu ses lecteurs à mesure que l'opposition à la guerre se fait plus forte. Jusqu'en juin 1967, Sherwood est assisté par de nombreux artistes (John Belfi, Angelo Torres, Larry Englehart, Doug Wildey, George Evans, Al McWilliams et Wallace Wood) et scénaristes (Jerry Thomas,  Archie Goodwin. Dans les années 1970, il travaille pour Hanna-Barbera Productions et Columbia Pictures. De 1969 à 1976, il dessine des histoires pour des comics de romance publiés par Charlton Comics. Il dessine aussi l'adaptation en comic book du Fantôme de Lee Falk. De 1978 à 1985, il réalise le strip Return With Us To.. avec le scénariste Bill Owen. En 1981 -1982 il signe l'adaptation en strip de la série télévisée Sergeant Preston of the Yukon et de 1986 à 1994 il s'occupe du strip des Pierrafeu. Il meurt le 6 mars 2010.